# Saint-Germain-de-Montbron
Saint-Germain-de-Montbron – miejscowość i gmina we Francji, w regionie Nowa Akwitania, w departamencie Charente.
Według danych na rok 1990 gminę zamieszkiwało 436 osób, a gęstość zaludnienia wynosiła 29 osób/km² (wśród 1467 gmin regionu Poitou-Charentes Saint-Germain-de-Montbron plasuje się na 599. miejscu pod względem liczby ludności, natomiast pod względem powierzchni na miejscu 580.).